# Онзлоу (Keeping Up Appearances)
Онзлоу је измишљени лик из британске ситуационе комедије деведесетих, Keeping Up Appearances (значење: Одржавање угледа), кога глуми глумац Џефри Хјуз. Нижекласни Онзлоу је рођак Хајасинт Букеј, жене склоне помодарству која стално жели да се успне уз друштвену лествицу. Ожењен је Хајасинтином сестром Дејзи; њихово презиме се никад није поменуло.
Лик Онзлоуа је заснован на ћерки писца ова серије, Роја Кларка, која је општа супротност од онога што је он у серији. Кларк је навео у документарном делу ове серије да му је Онзлоу омиљени лик.

## Биографија лика
Онзлоу и Дејзи живе у дотрајалој државној кући са Дејзином блудном сестром Роуз и сенилним оцем ових сестара, Татицом. Онзлоу има пса који живи у дворишту у каросерији старих кола.
Онзлоу је све оно што његова свастика Хајасинт презире, па тако често представља озбиљну претњу њеном уздигнућу у друштву. Пуначак је и незапослед, зарађује тако што се клади на коње, док у слободно време пије пиво, једе чипс, пуши цигарете и гледа телевизију. Често гледа коњске трке, а непрестано измамљује смех гледаоцима када лупајући по прастаром телевизору поправља слику. Када год је непријатно изненађеннечим, као што је нестанак пива или вређање, обично одговара својом саркастичном узречицом: „О, дивно!“ (енгл. Oh, nice!).
Мада неуморно гледа телевизију, Онзлоу понекад чита, поготово у спаваћој соби, а себе донекле сматра интелектуалцем. Онзлоу је изненађујуће начитан, често у разговору истичући техничке и филозофске проблеме. У много епизода чита Принципе физике кондензованог стања, Живети међу примитивцима, Кратку историју времена, Фајненшл тајмс и Рејсинг поуст.
У Божићном специјалу "Sea Fever", када Дејзи и Онзлоу освајају карте за крстарење Атлантиком преко наградне игре у новинама, он помиње Дејзи како је свемир пун црних рупа, а замишљен говори о парадоксу да светлост може истовремено бити и таласне и честичне природе. Неретко исказује нихилистичке и атеистичке ставове о свету, верујући да је он „бесмислен“.